# شهرستان المنصورا
بخش ال منصورا یک ناحیه در یمن است که در استان عدن واقع شده‌است.

## خصوصیات
بخش ال منصورا ۱۱۴٬۹۳۱ نفر جمعیت دارد.